# Uxbenka
Uxbenka è un sito della civiltà Maya in Belize.
Il sito di Uxbenka fu scoperto da Norman Hammond nel 1975. Furono trovate ventidue stele in pietra, delle quali nove presentavano motivi figurativi ed iscrizioni. Il luogo del ritrovamento fu denominato Piazza delle Stele e dalla decifrazione di queste si dedusse che dal 396 ad Uxbenka si era formata una  potente aristocrazia che esercitò il proprio potere fino al 782. 
Il cattivo stato di conservazione non permette di documentare le relazioni tra Uxbenka e le altre città maya della regione.
Il glifo-emblema della città non è stato ancora identificato.